# Парк XVIII ст. (Муроване)
Парк XVIII ст. — парк-пам'ятка садово-паркового мистецтва місцевого значення в Україні. Розташований у межах Старосамбірського району Львівської області, в північній частині села Муроване. 
Площа 4,6 га. Статус надано 1984 року. Перебуває у віданні Мурованської сільської ради. 
Статус надано з метою збереження давнього парку. У його східній частині збереглися руїни замку Мнішеків. Парк оточують земляні вали і рови — залишки давніх фортифікацій. У межах парку розташована ботанічна пам'ятка природи «Алея вікових лип».